# Sâmbăteni
Sâmbăteni – wieś w Rumunii, w okręgu Arad, w gminie Păuliș. W 2011 roku liczyła 1840 mieszkańców. 